# 大倉山駅 (兵庫県)
大倉山駅（おおくらやまえき）は、兵庫県神戸市中央区楠町にある神戸市営地下鉄西神・山手線の駅である。駅番号はS05。駅イメージテーマは「光と彫刻」。

## 歴史
- 1983年（昭和58年）6月17日：開業[2]。当初は終着駅であった[2]。
- 1985年（昭和60年）6月18日：新神戸駅まで延伸に伴い、中間駅となる[2]。
- 1993年（平成5年）7月9日：快速の運転開始に伴い、通過列車が設定される。
- 1995年（平成7年）
  - 1月17日：阪神・淡路大震災で被災し不通となる。
  - 2月16日：営業を再開する[3]。
  - 7月21日：震災後に休止していた快速が廃止される。
- 2007年（平成19年）：湊川神社がネーミングライツ（命名権）を取得し、副駅名として「湊川神社前」が付けられる（2007年 - 2015年）[4]。
- 2011年（平成23年）4月：この年度より2年間を期限として、駅名板下広告として「湊川神社前」が掲出される[5]（以後、2018年度まで掲出を更新[6]）。
- 2019年（平成31年）3月31日：駅名板下広告の契約期間が終了。

## 駅構造
地下1階にコンコース、改札があり、地下2階（ただし、エレベーターの表記は地下B3）に島式プラットホームがある地下駅である。
かつて終点であったため、駅の西神中央方には渡り線が存在する。

### のりば
| 番線 | 路線         | 行先                          |
| ---- | ------------ | ----------------------------- |
| 1    | 西神・山手線 | ■三宮・新神戸・谷上方面       |
| 2    | 西神・山手線 | □名谷・学園都市・西神中央方面 |

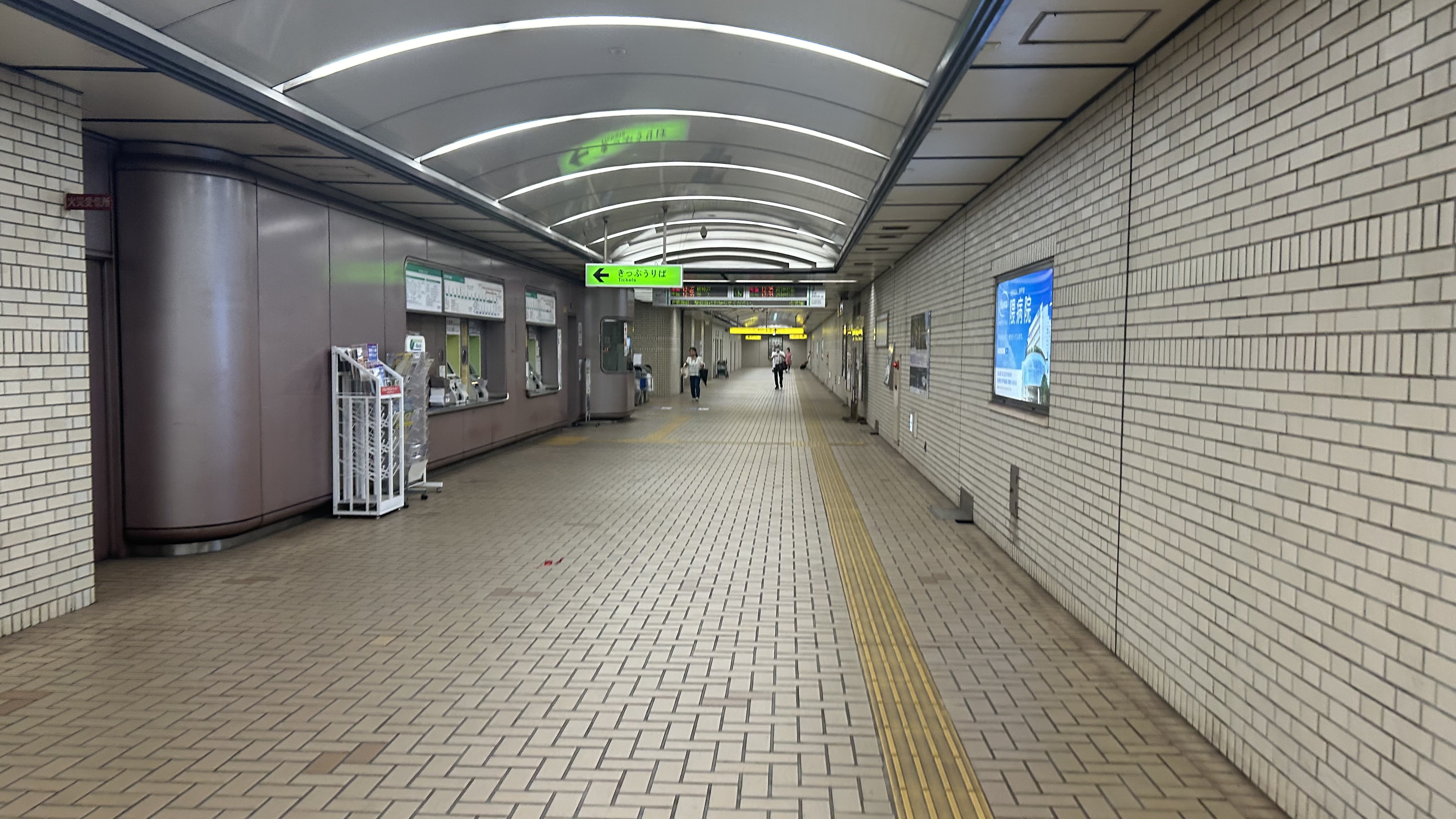
通路
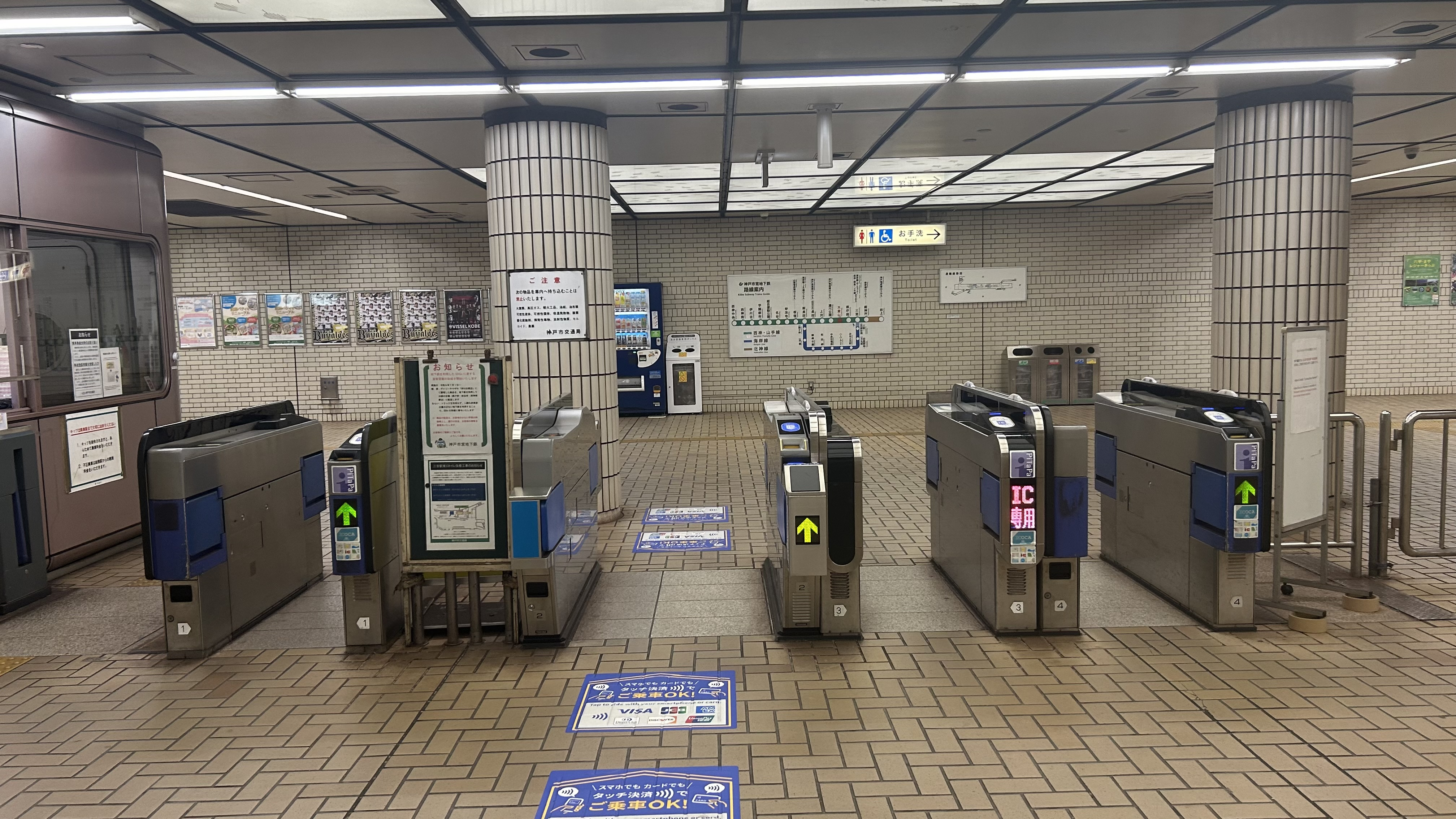
改札口
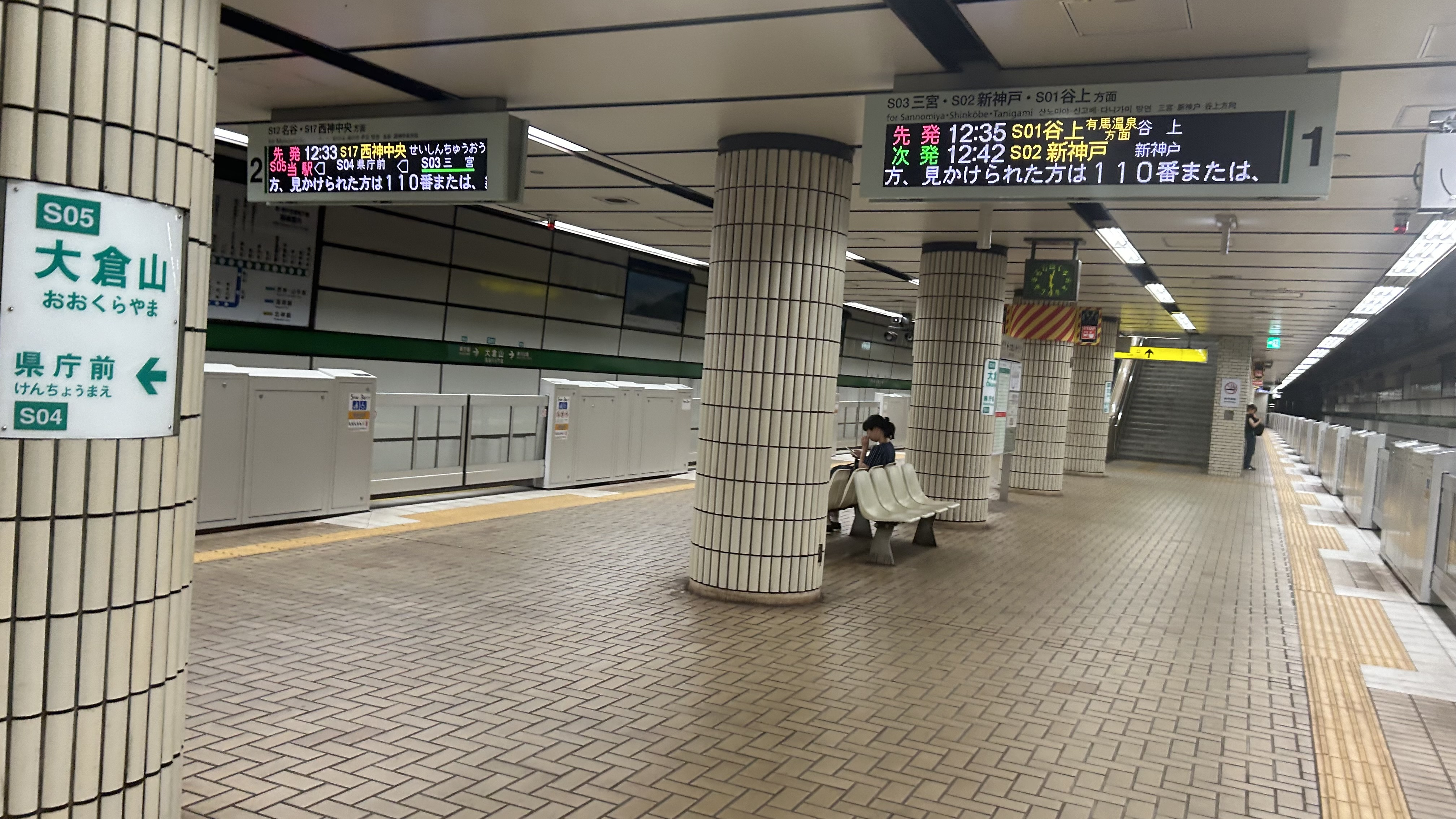
ホーム

### 出口
| 出口番号 | 位置                                   | 備考             |
| -------- | -------------------------------------- | ---------------- |
| 東出口1  | 北緯34度41分07.1秒 東経135度10分30.0秒 |                  |
| 東出口2  | 北緯34度41分05.7秒 東経135度10分30.1秒 |                  |
| 西出口1  | 北緯34度41分02.7秒 東経135度10分26.0秒 | エレベーターあり |
| 西出口2  | 北緯34度41分01.0秒 東経135度10分26.2秒 |                  |
| 西出口3  | 北緯34度41分02.5秒 東経135度10分27.5秒 |                  |

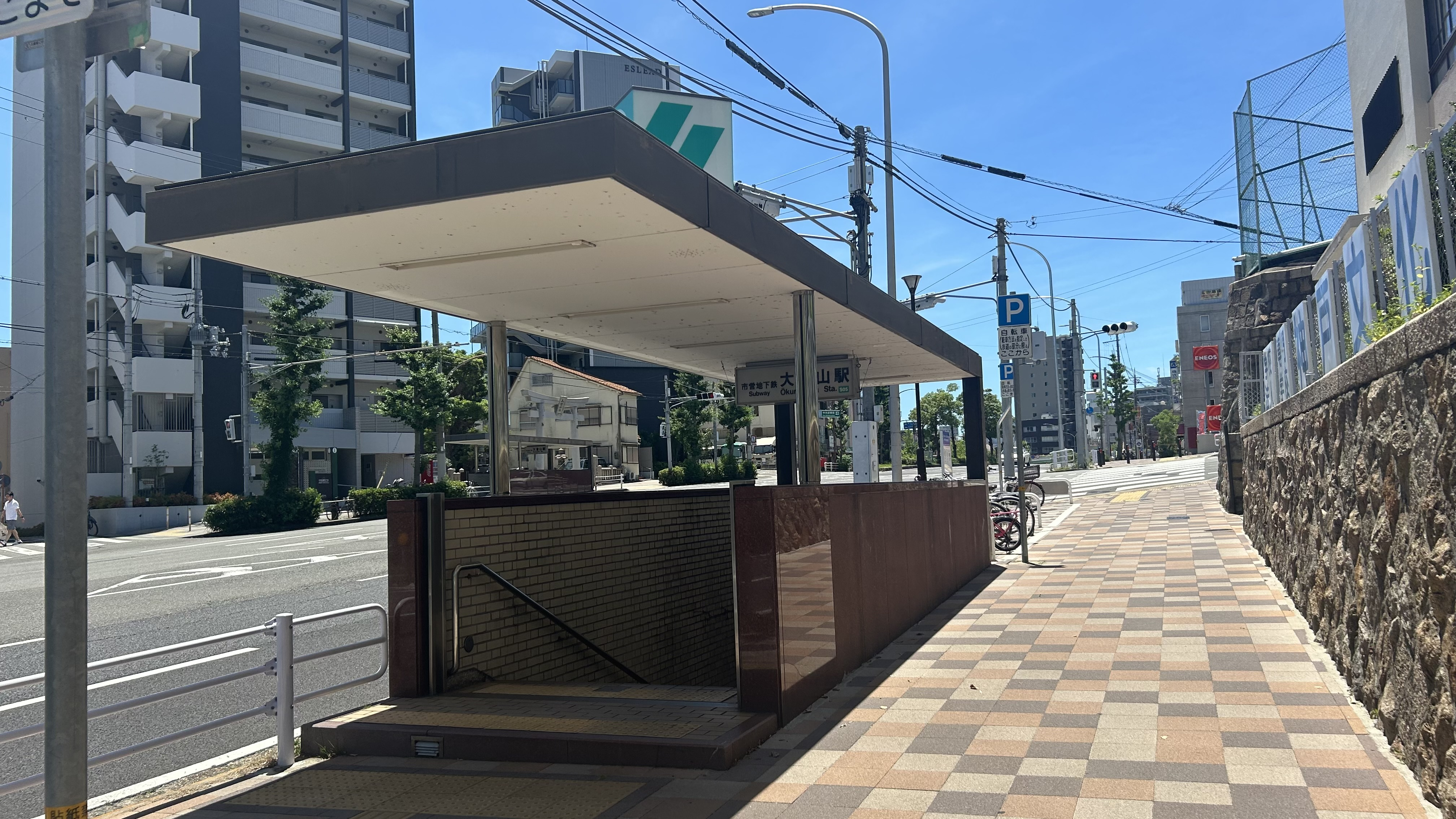
東出口1
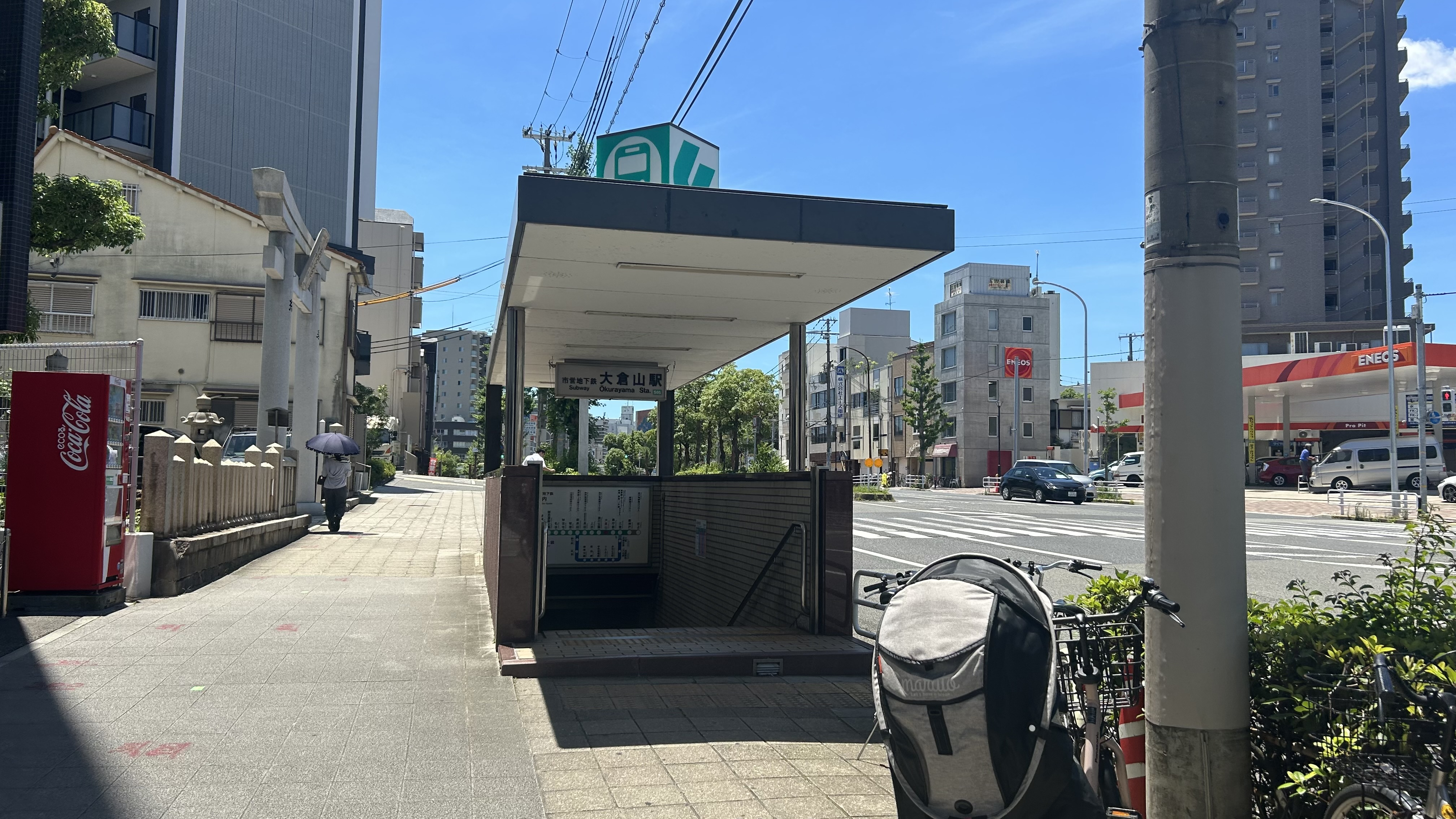
東出口2
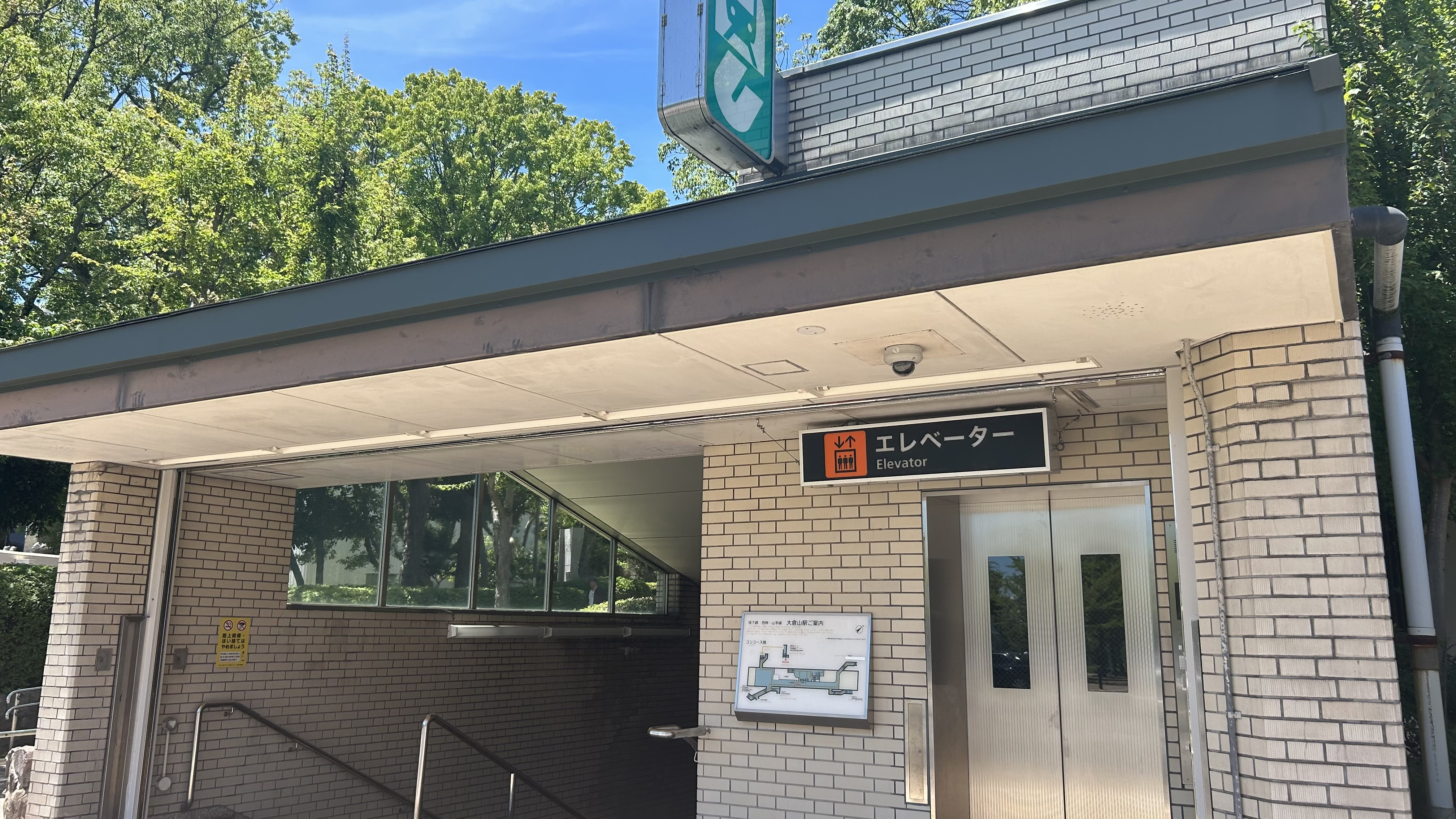
西出口1
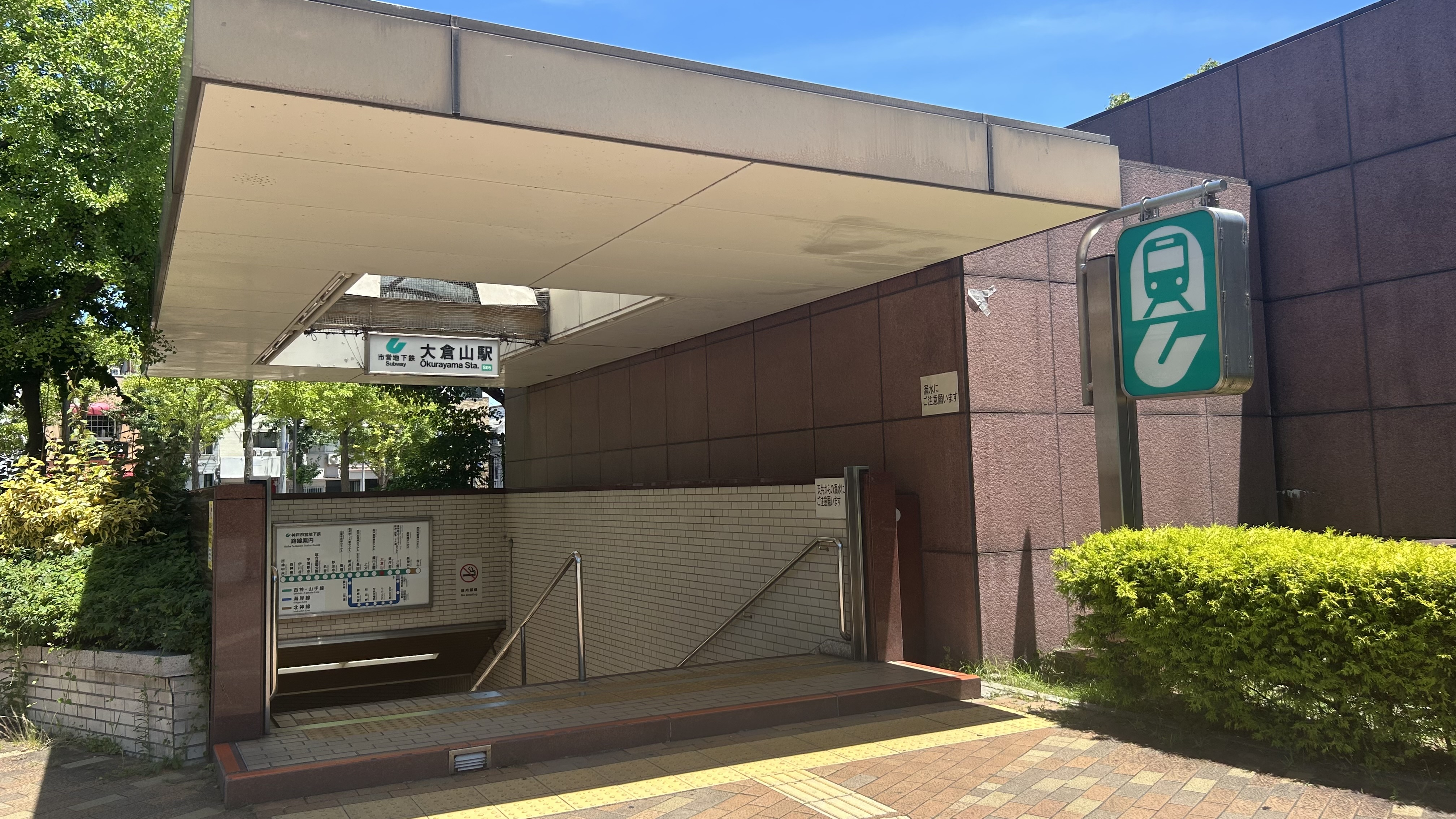
西出口2
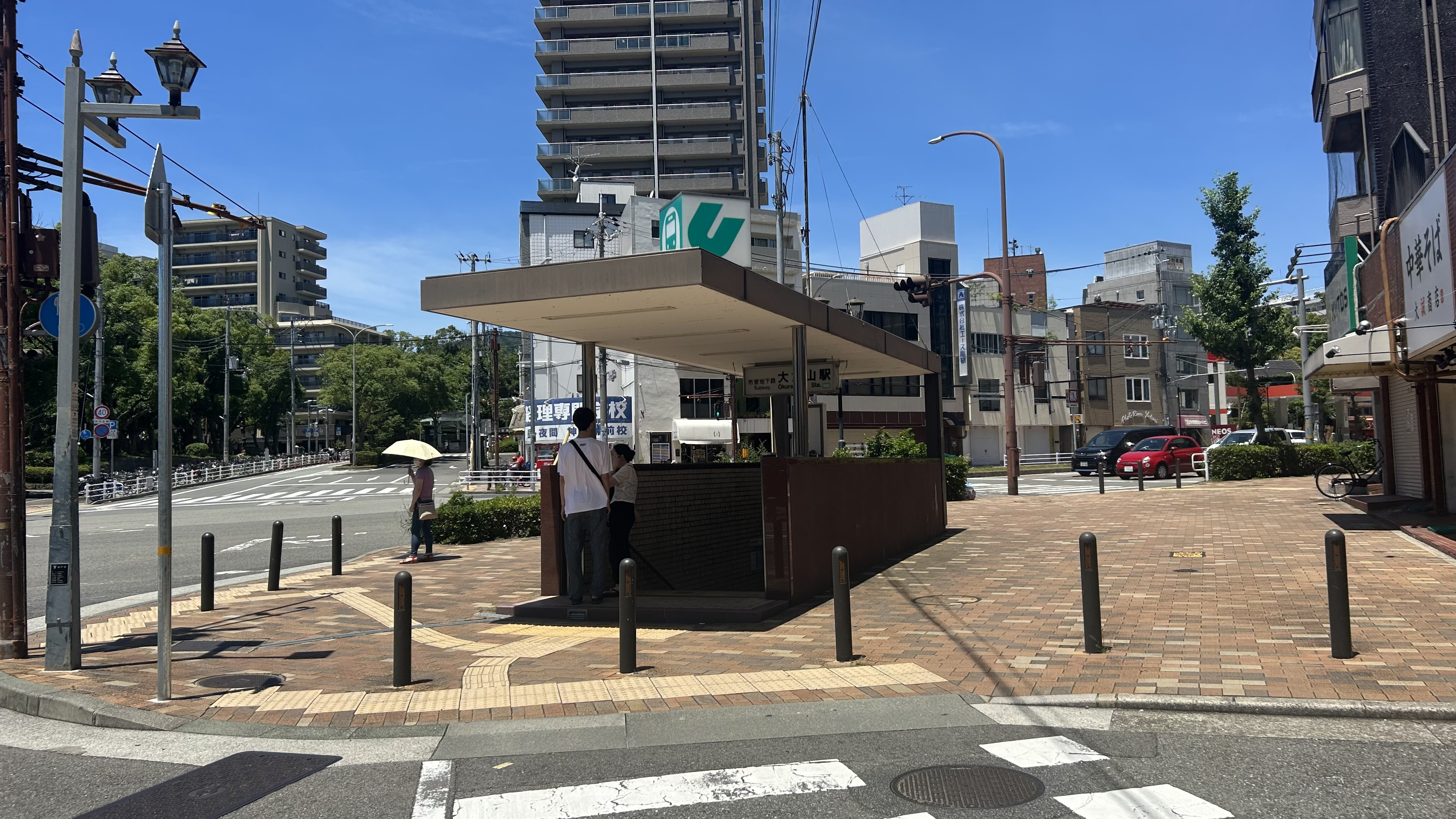
西出口3

## ダイヤ
上下とも毎時8本の運行。

## 利用状況
2022年度の1日平均乗車人員は5,249人である。
近年の1日平均乗車人員の推移は下記の通りである。
| 年度               | 1日平均 乗車人員 |
| ------------------ | ---------------- |
| 1995年（平成07年） | 5,995            |
| 1996年（平成08年） | 5,988            |
| 1997年（平成09年） | 5,987            |
| 1998年（平成10年） | 5,696            |
| 1999年（平成11年） | 5,625            |
| 2000年（平成12年） | 5,211            |
| 2001年（平成13年） | 6,418            |
| 2002年（平成14年） | 5,861            |
| 2003年（平成15年） | 5,715            |
| 2004年（平成16年） | 5,548            |
| 2005年（平成17年） | 5,483            |
| 2006年（平成18年） | 5,579            |
| 2007年（平成19年） | 5,459            |
| 2008年（平成20年） | 5,671            |
| 2009年（平成21年） | 5,358            |
| 2010年（平成22年） | 5,532            |
| 2011年（平成23年） | 5,464            |
| 2012年（平成24年） | 5,506            |
| 2013年（平成25年） | 5,609            |
| 2014年（平成26年） | 5,641            |
| 2015年（平成27年） | 5,723            |
| 2016年（平成28年） | 5,734            |
| 2017年（平成29年） | 5,884            |
| 2018年（平成30年） | 5,838            |
| 2019年（令和元年） | 5,865            |
| 2020年（令和02年） | 4,428            |
| 2021年（令和03年） | 4,794            |
| 2022年（令和04年） | 5,249            |

## 駅周辺

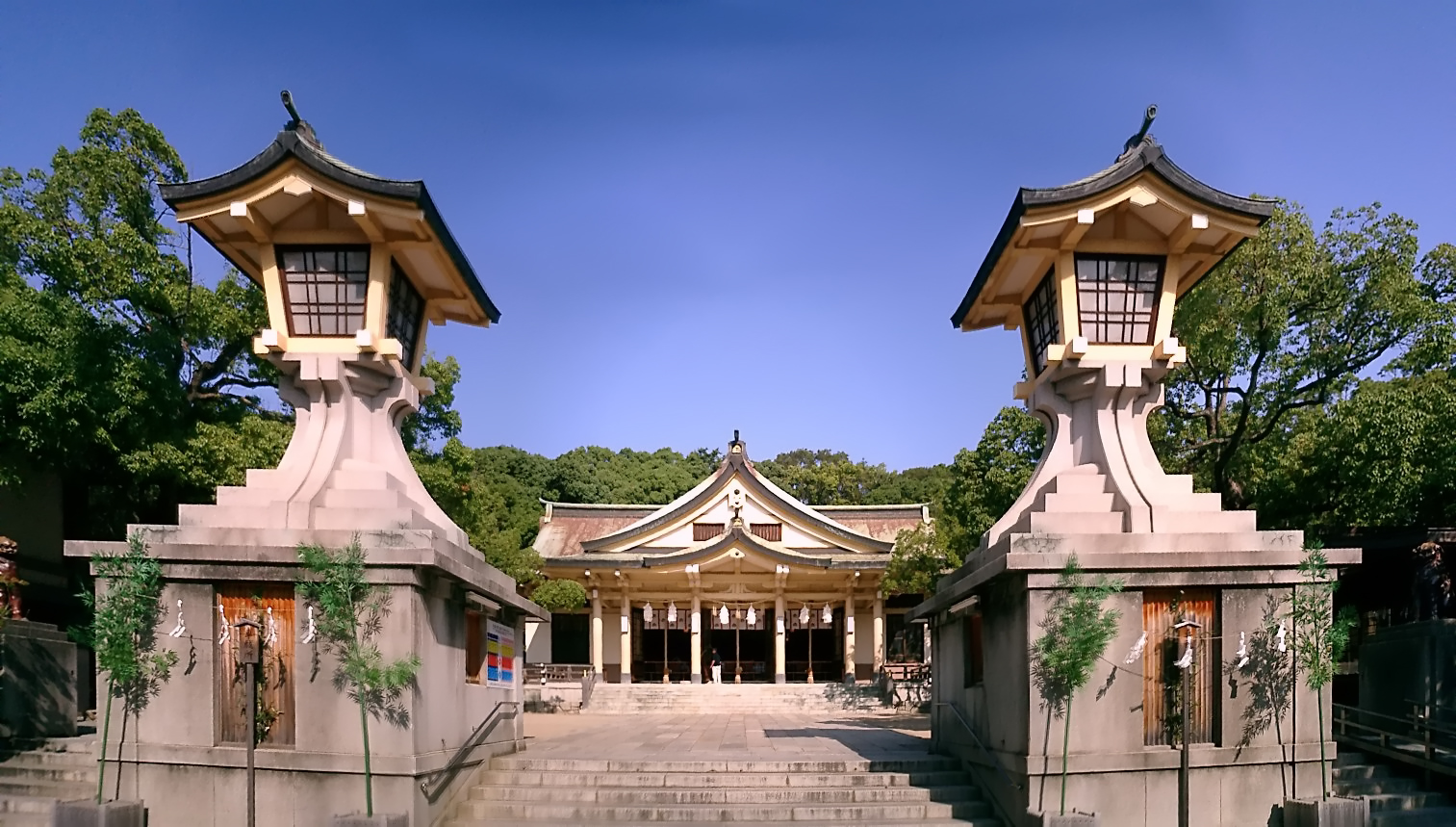
湊川神社本殿

周辺は神戸市の文化施設が多く所在している。駅南側には神戸地方裁判所、湊川神社がある。湊川神社脇の道路は「緑と彫刻の道」として整備されている。
- 神戸文化ホール
- 神戸市立中央図書館[1]
- 神戸市立中央体育館
- 大倉山公園[1]
- 生田警察署大倉山交番
- 神戸大学楠地区
  - 神戸大学医学部附属病院[1]
- 神戸市水の科学博物館
- 神戸市立湊翔楠中学校

### 周辺の鉄道駅
全駅とも、およそ500m南に位置している。
- 西日本旅客鉄道（JR西日本）
  - JR神戸線 : 神戸駅
- 阪神電気鉄道・阪急電鉄
  - 神戸高速線 : 高速神戸駅
- 神戸市営地下鉄
  - 海岸線 : ハーバーランド駅 (K04)

## バス路線
- 神姫バス（山手線） 下山手9・大倉山

## 隣の駅
神戸市営地下鉄
西神・山手線
県庁前駅 (S04) - 大倉山駅 (S05) - 湊川公園駅 (S06)
- 括弧内は駅番号を示す。